# Saint-Georges-de-Baroille
Saint-Georges-de-Baroille è un comune francese di 324 abitanti situato nel dipartimento della Loira della regione dell'Alvernia-Rodano-Alpi.

## Società

### Evoluzione demografica
Abitanti censiti